# Apaches do Tororó
O Apaches do Tororó é o mais antigo bloco carnavalesco de inspiração indígena do carnaval da cidade do Salvador na Bahia.
Inspirado especificamente nas tribos indígenas dos filmes americanos os “Apaxes do Tororó” apelido que utiliza no trio elétrico com a grafia errada, sai às ruas no carnaval para denunciar a exploração histórica sofrida pelo povo negro e indígena.
Fundado em foi fundado em 1968, em 28 de fevereiro ou 10 de outubro, no Bairro do Tororó.
Fundado por D. Constância e família o bloco Apaxes do Tororó trás até os dias atuais certa nostalgia aqueles que aproveitaram os tempos de glória do bloco. 